# Národní muzeum ve Varšavě
Národní muzeum ve Varšavě (polsky Muzeum Narodowe w Warszawie, zkratka MNW) je jedno z největších muzeí v Polsku a největší ve Varšavě. Zahrnuje bohaté sbírky starověkého umění (egyptského, řeckého a římského) v rozsahu asi 11 tisíc exemplářů, rozsáhlou sbírku polského umění od 16. století a sbírku děl zahraničních evropských mistrů. Je zde také numismatická sbírka, galerie užitého umění a oddělení orientálního umění s největší sbírkou čínského umění v Polsku. Dále muzeum hostí největší sbírku núbijského křesťanského umění v Evropě a galerii středověkého umění.

## Galerie

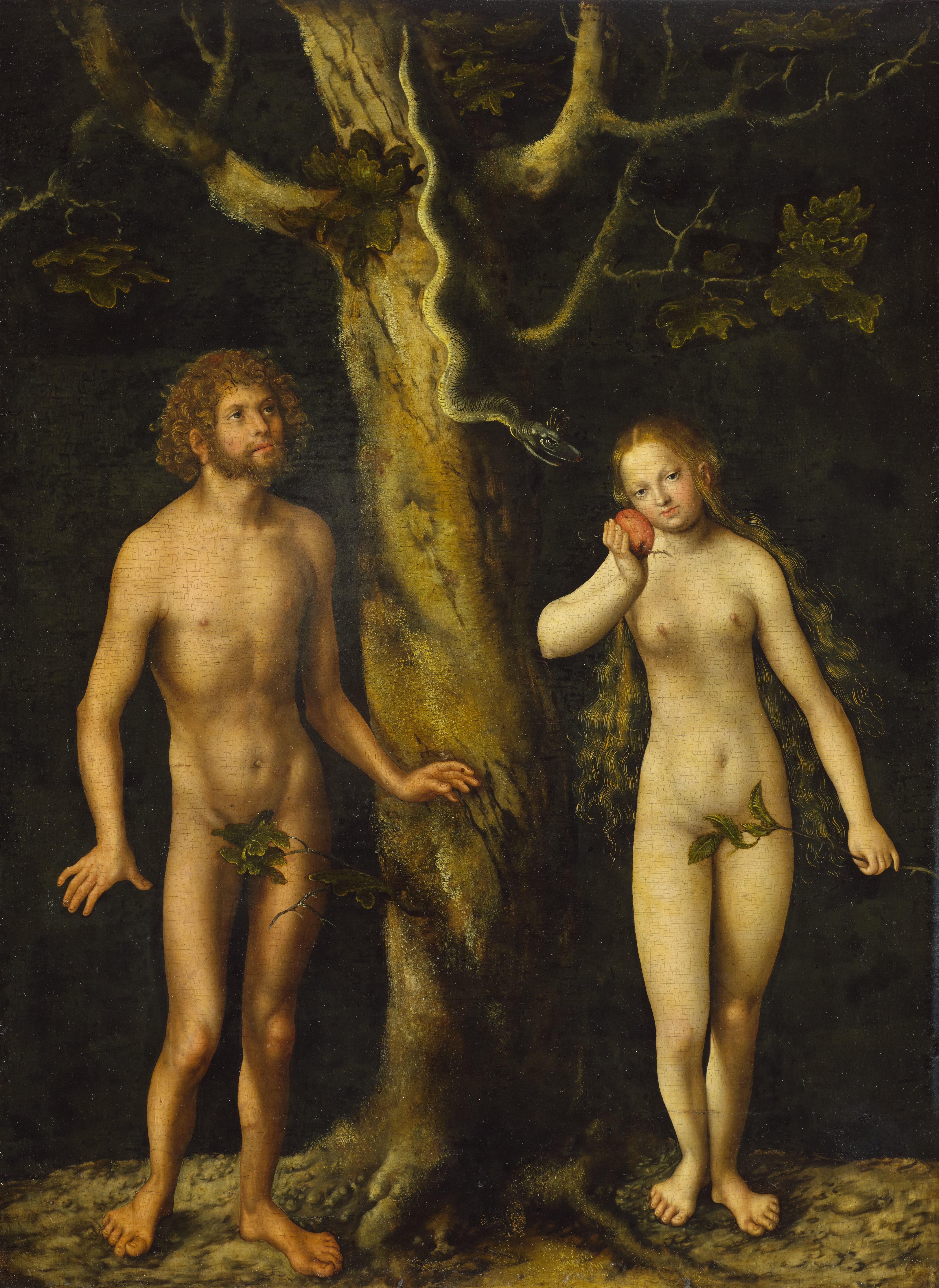
Lucas Cranach starší: Adam a Eva
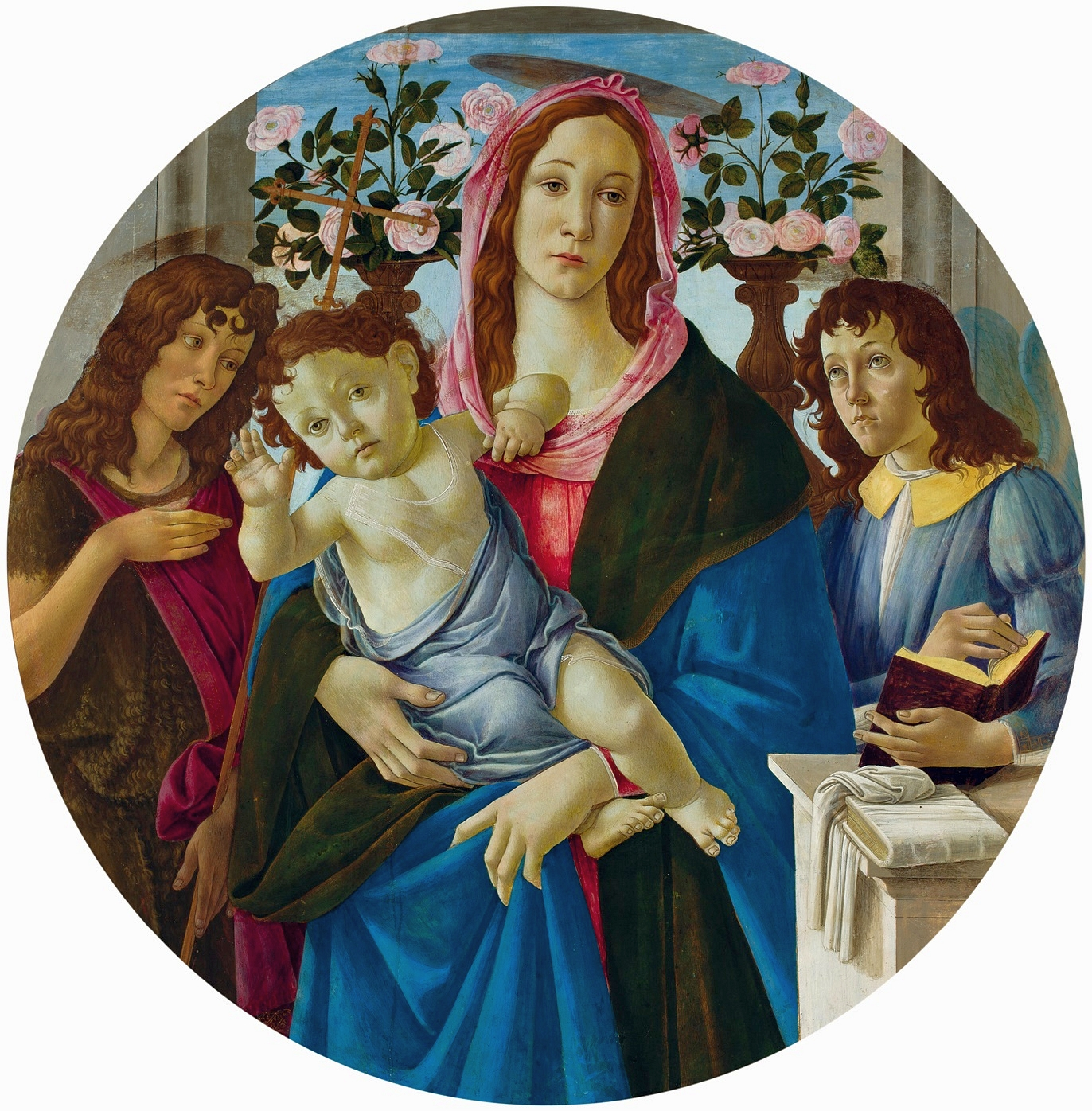
Sandro Botticelli: Madona a dítě
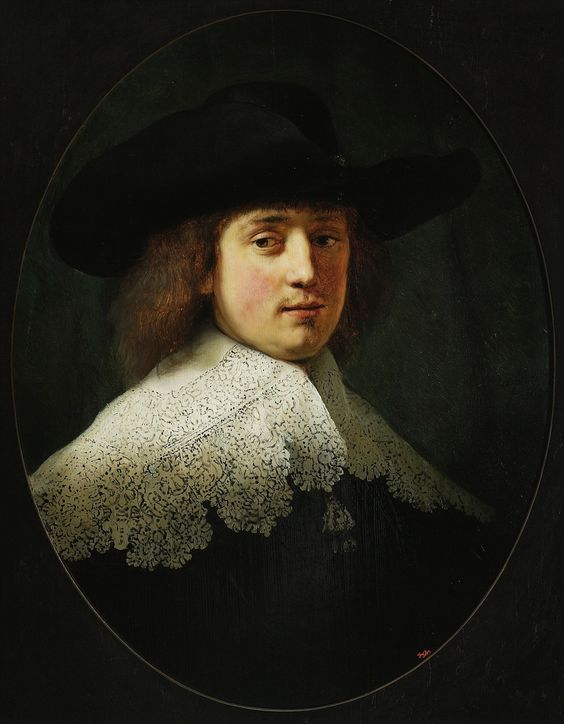
Rembrandt: Maerten Soolmans
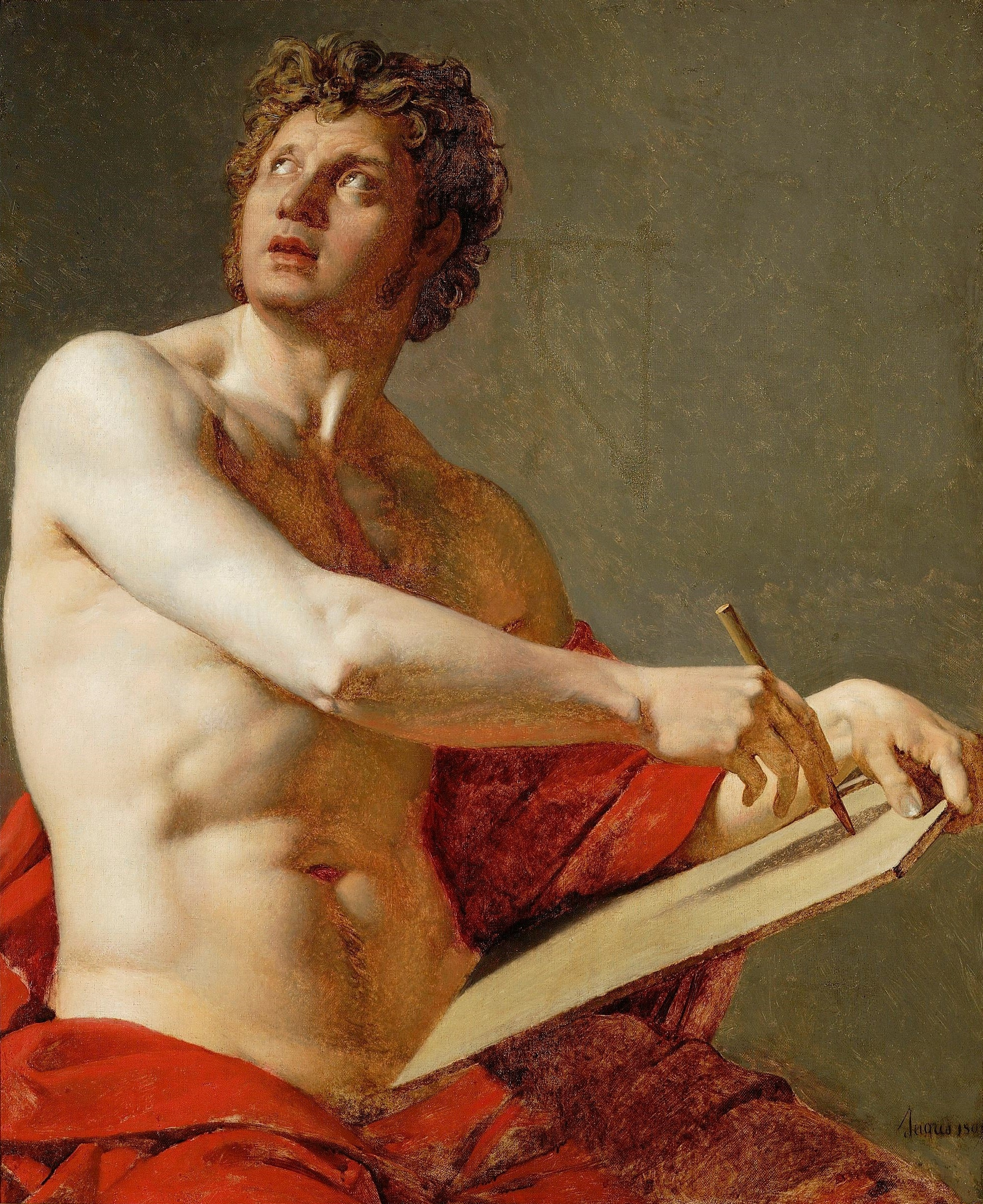
Jean Auguste Dominique Ingres: Akademická studie
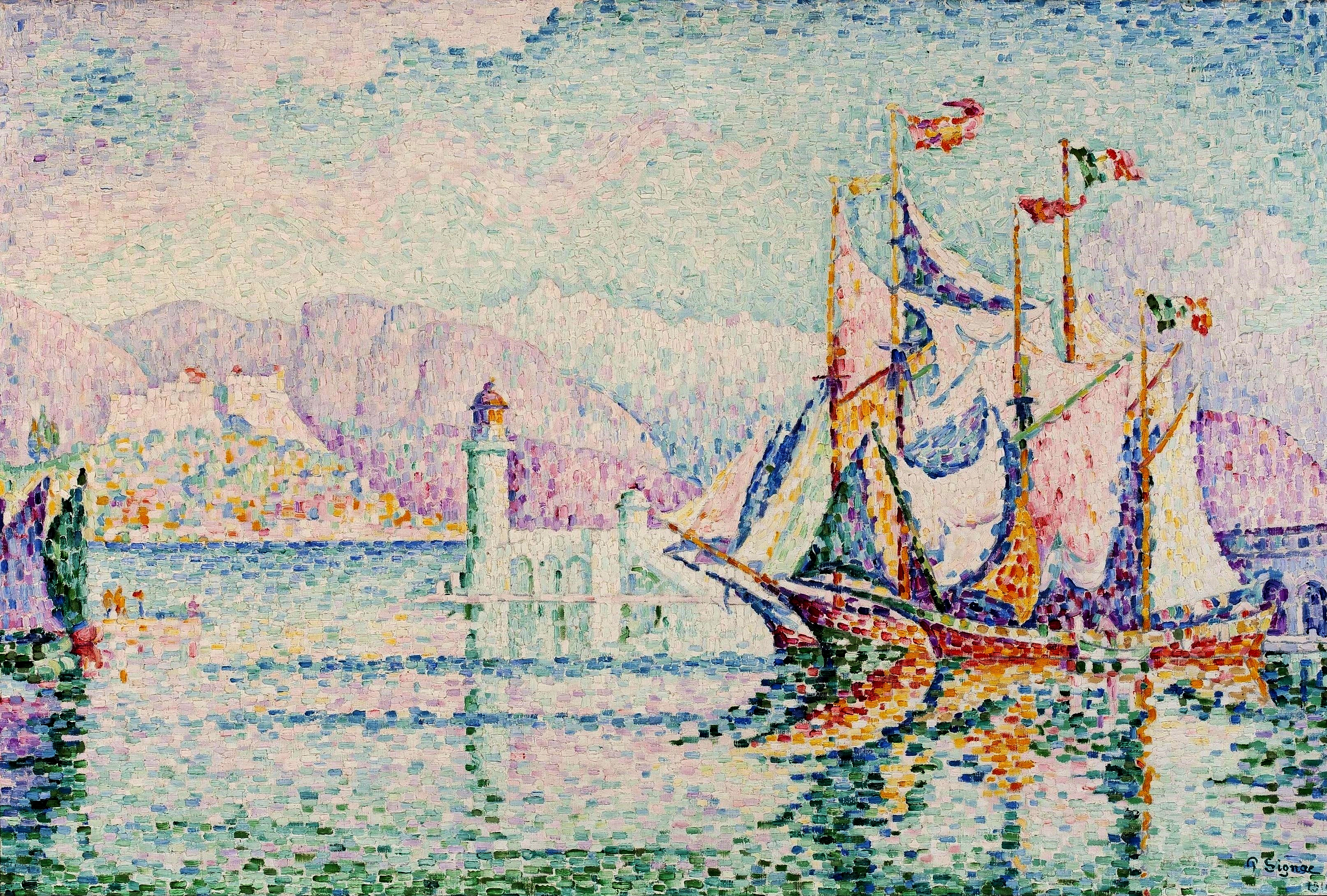
Paul Signac: Antibes - ráno
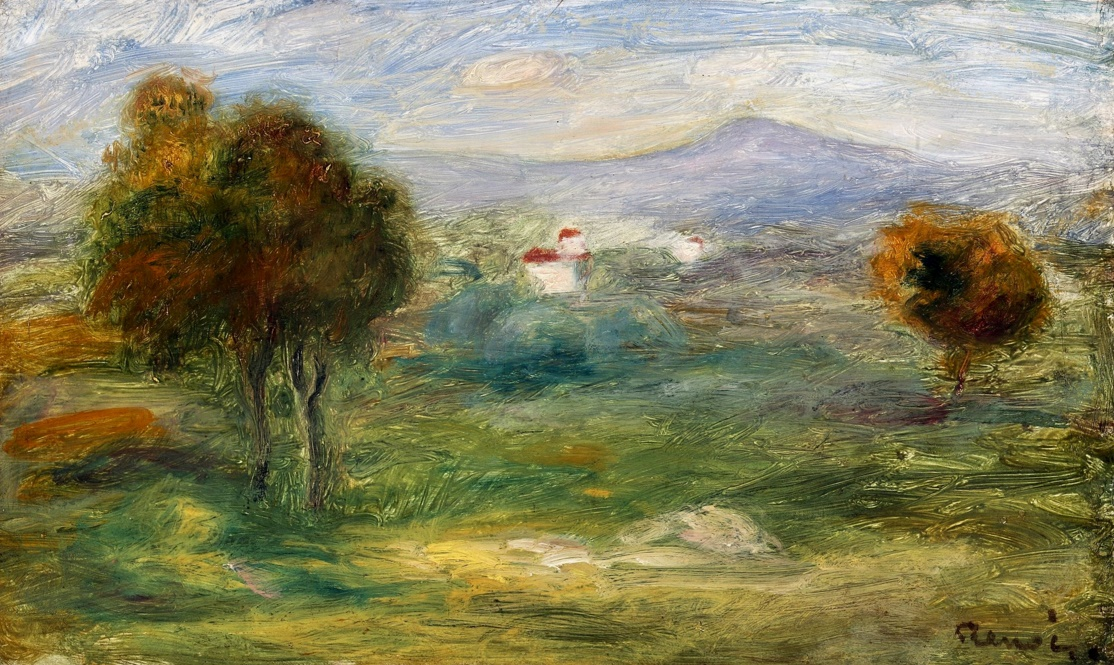
Pierre-Auguste Renoir: Krajina u Cros-de-Cagnes
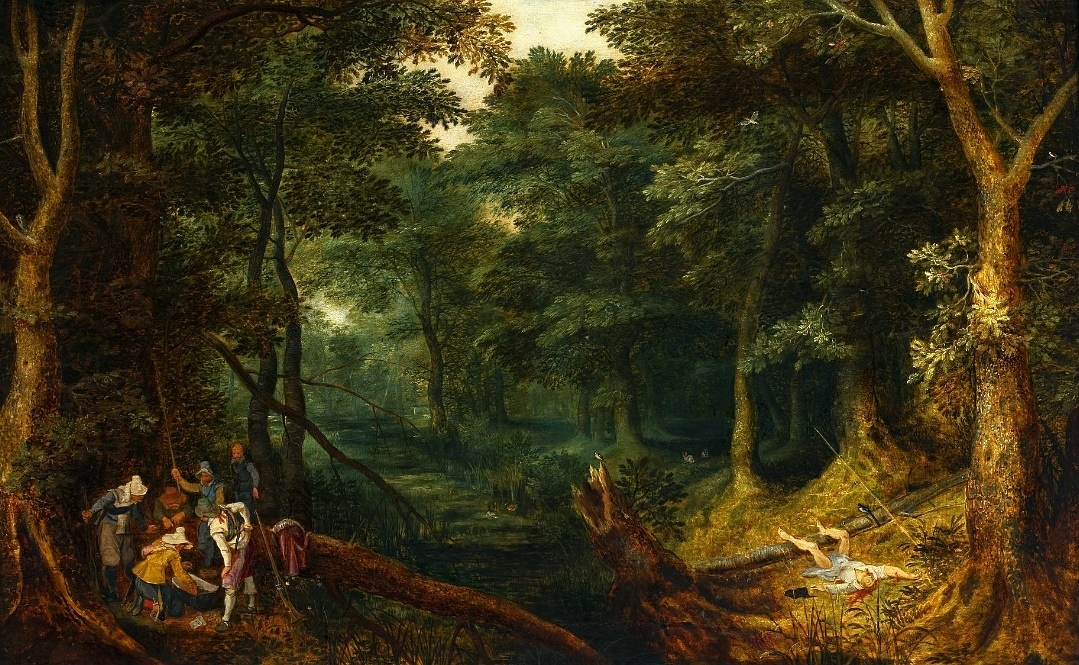
Jan Brueghel starší: Krajina s lupiči dělícími kořist
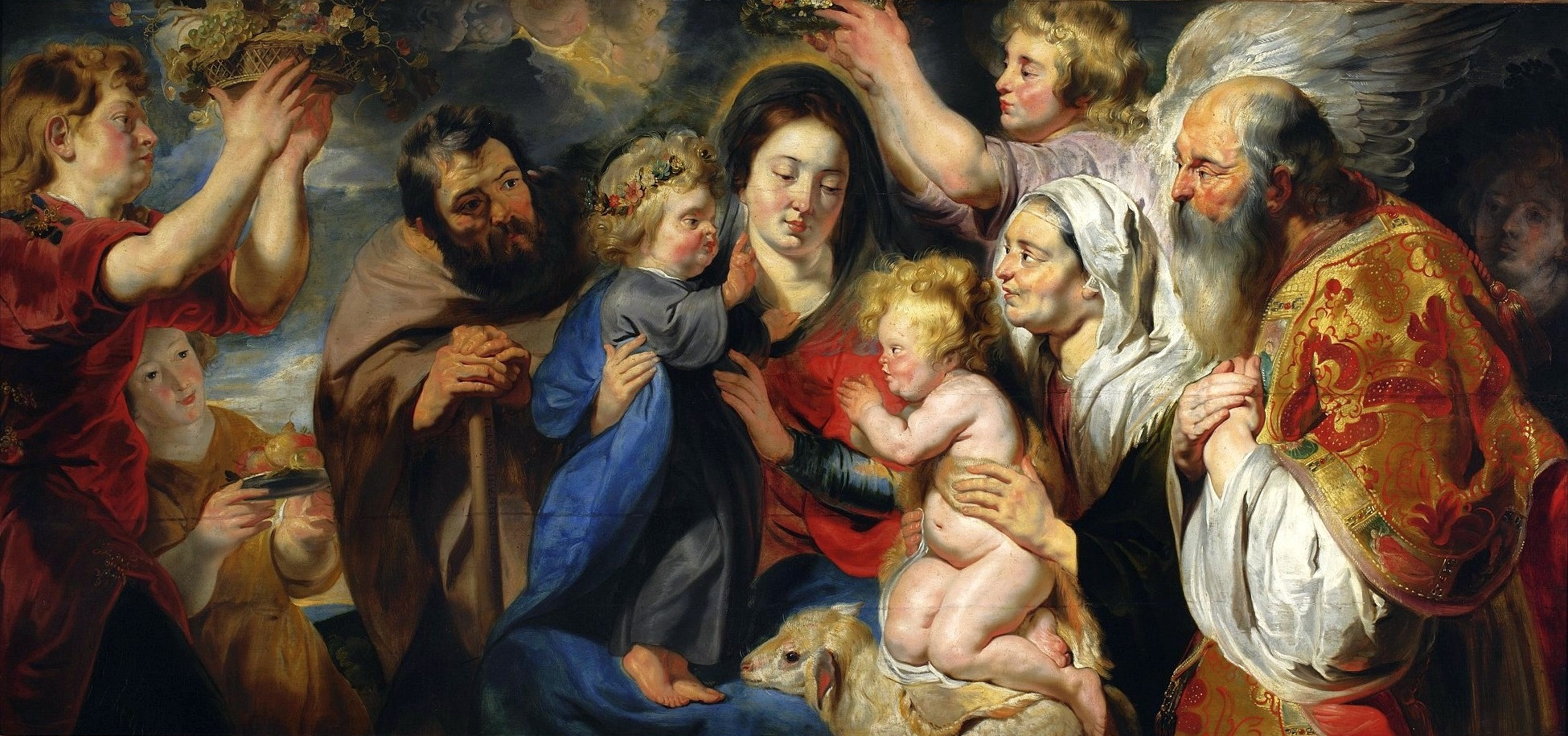
Jacob Jordaens: Sv. rodina a sv. Jan
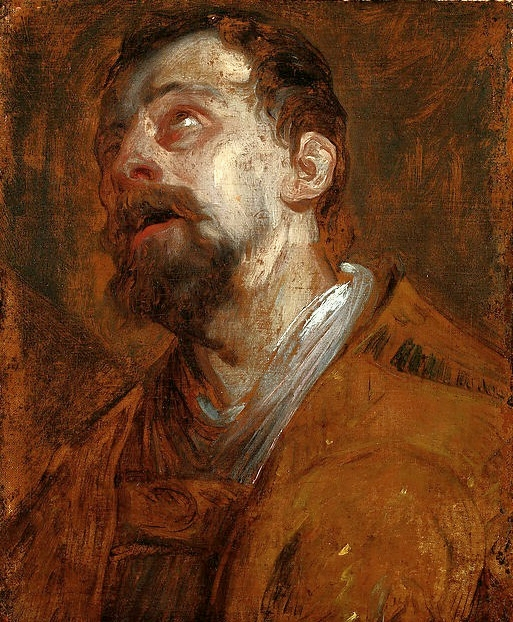
Anthony van Dyck: Studie světce
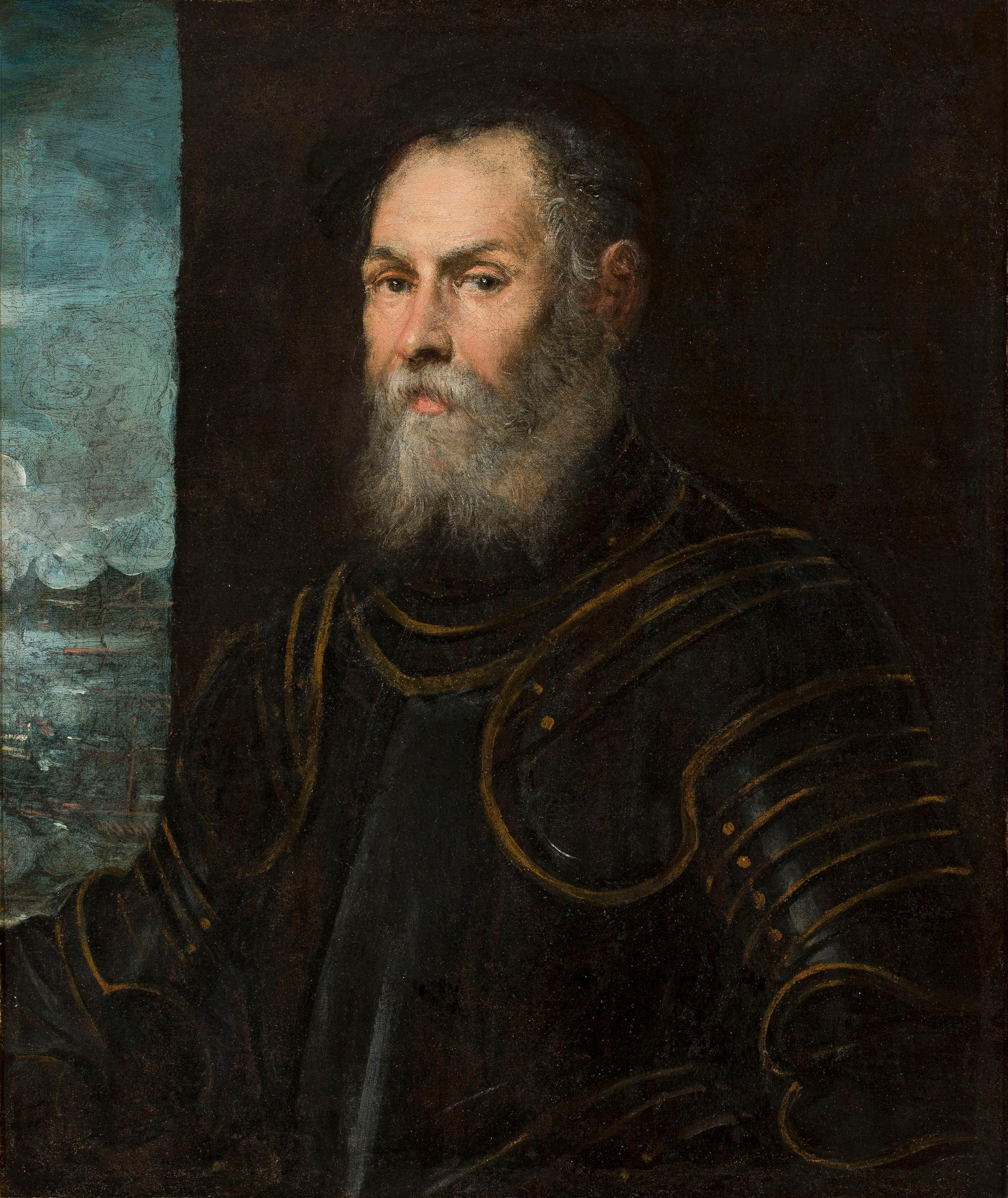
Tintoretto: Portrét benátského admirála
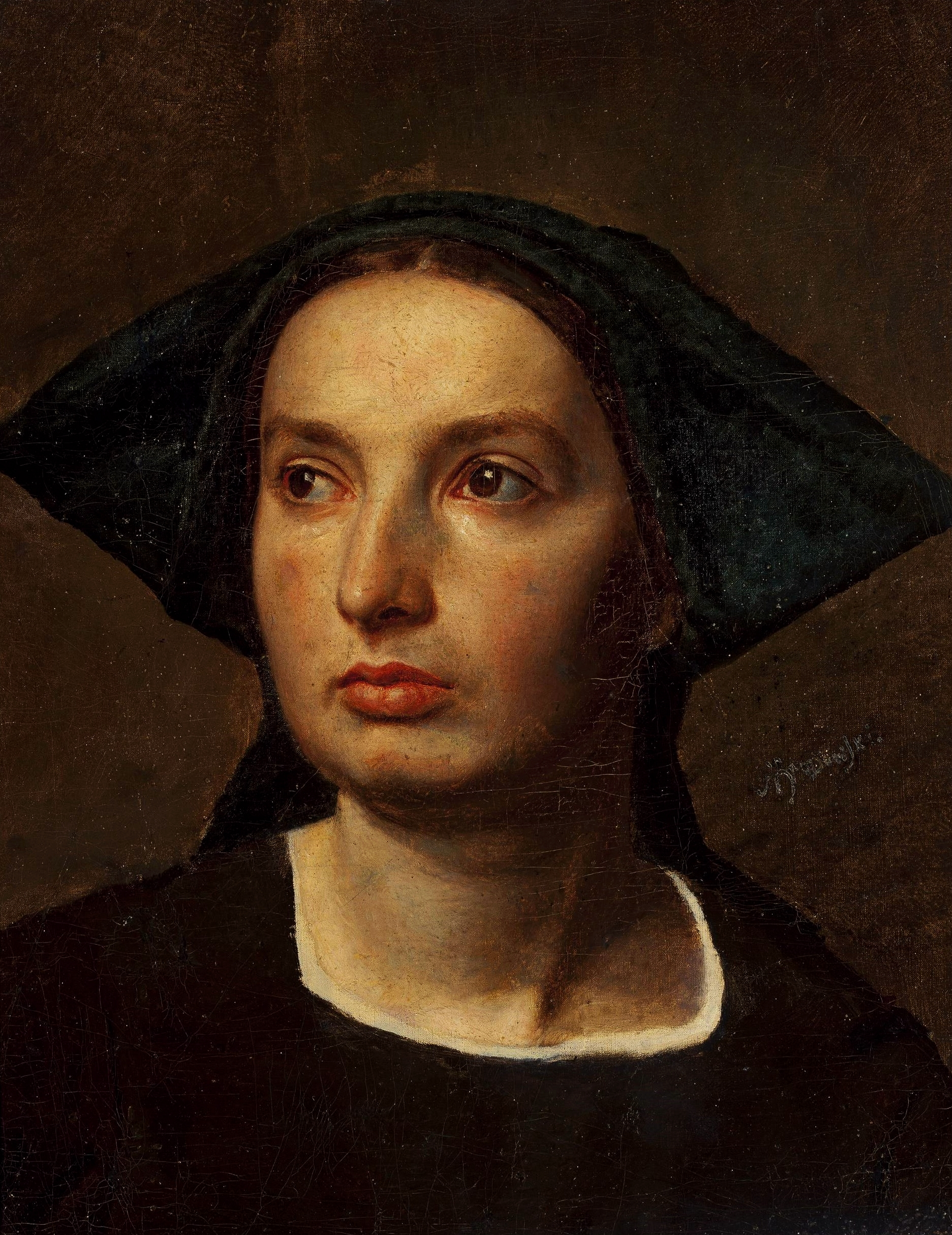
Antoni Brodowski: Portrét ženy
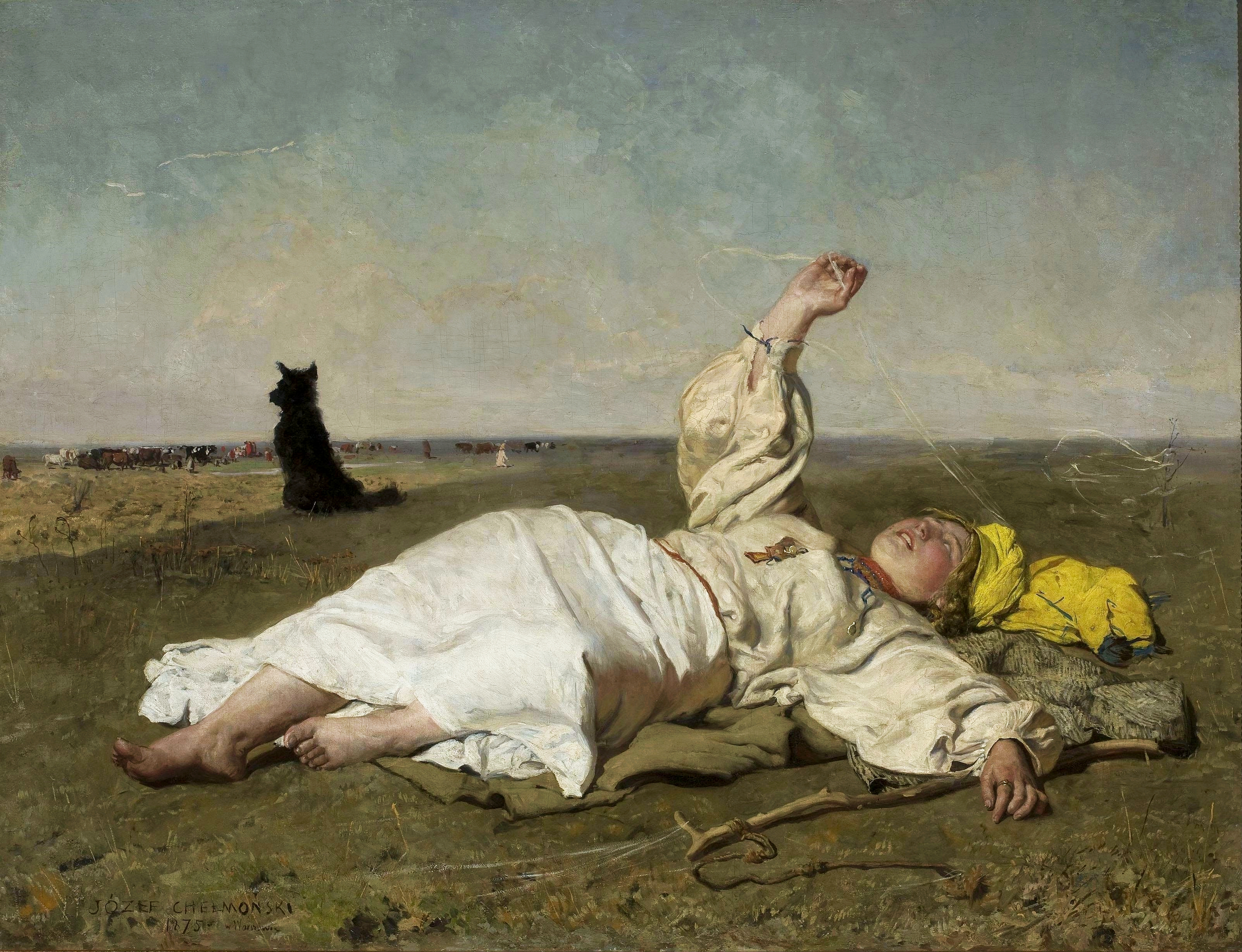
Józef Chełmoński: Babí léto,
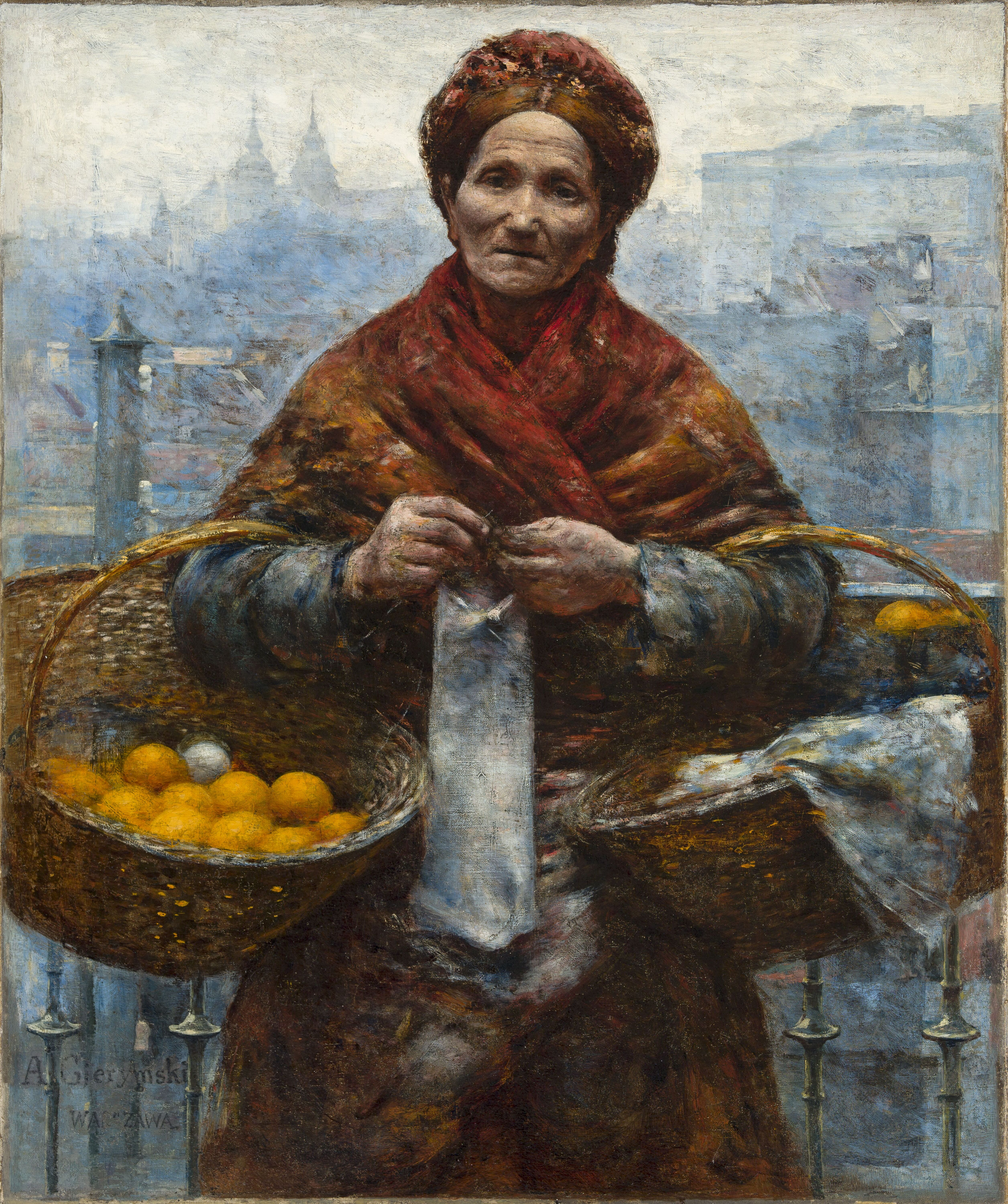
Aleksander Gierymski: Židovská prodavačka pomerančů,
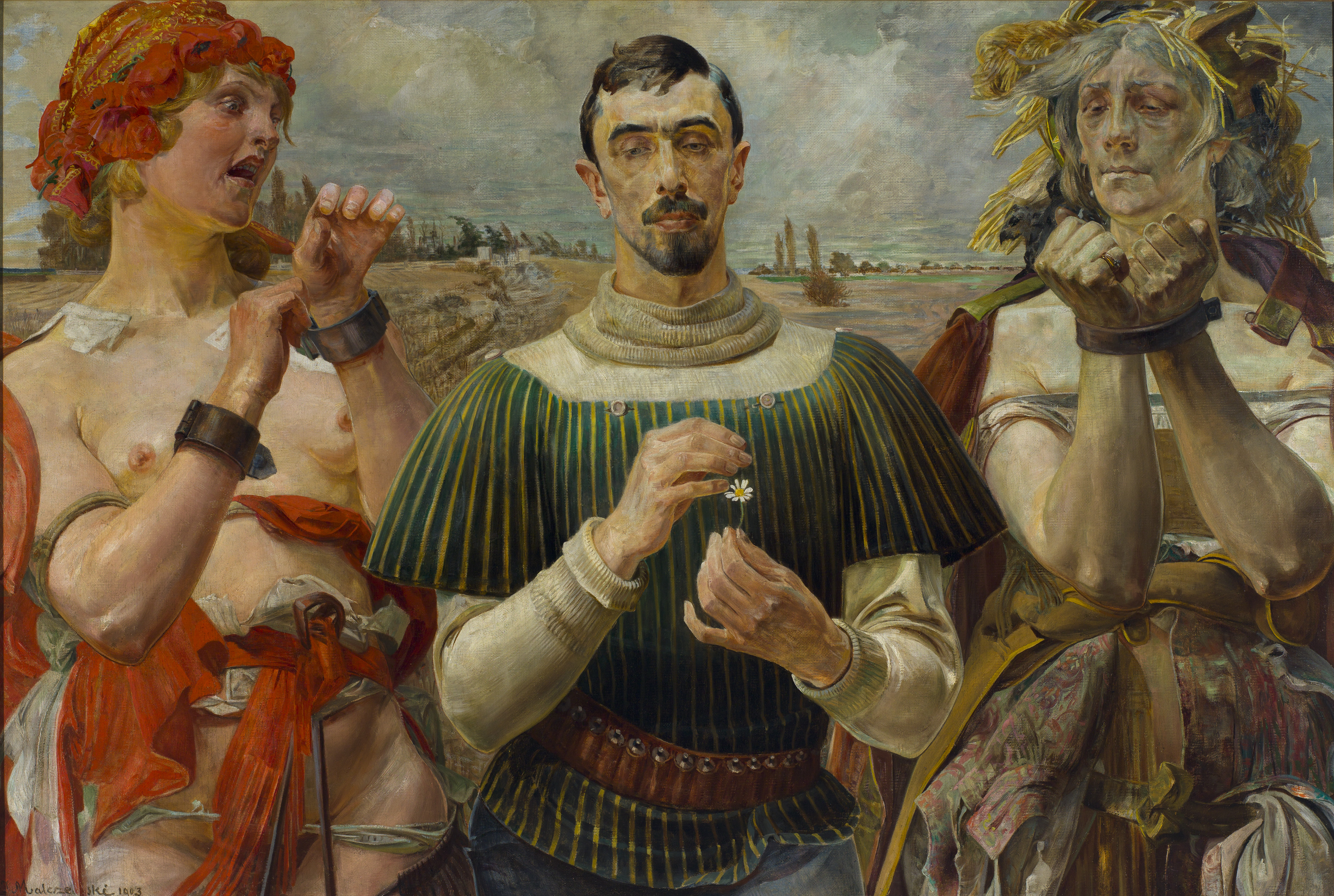
Jacek Malczewski: Polský Hamlet,
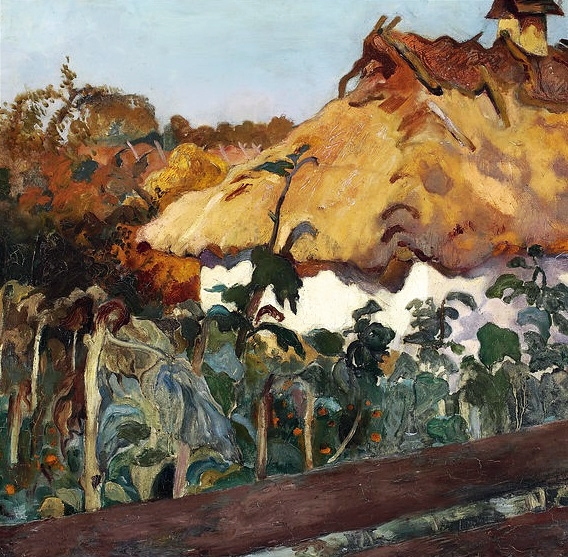
Kazimierz Sichulski: Chalupa
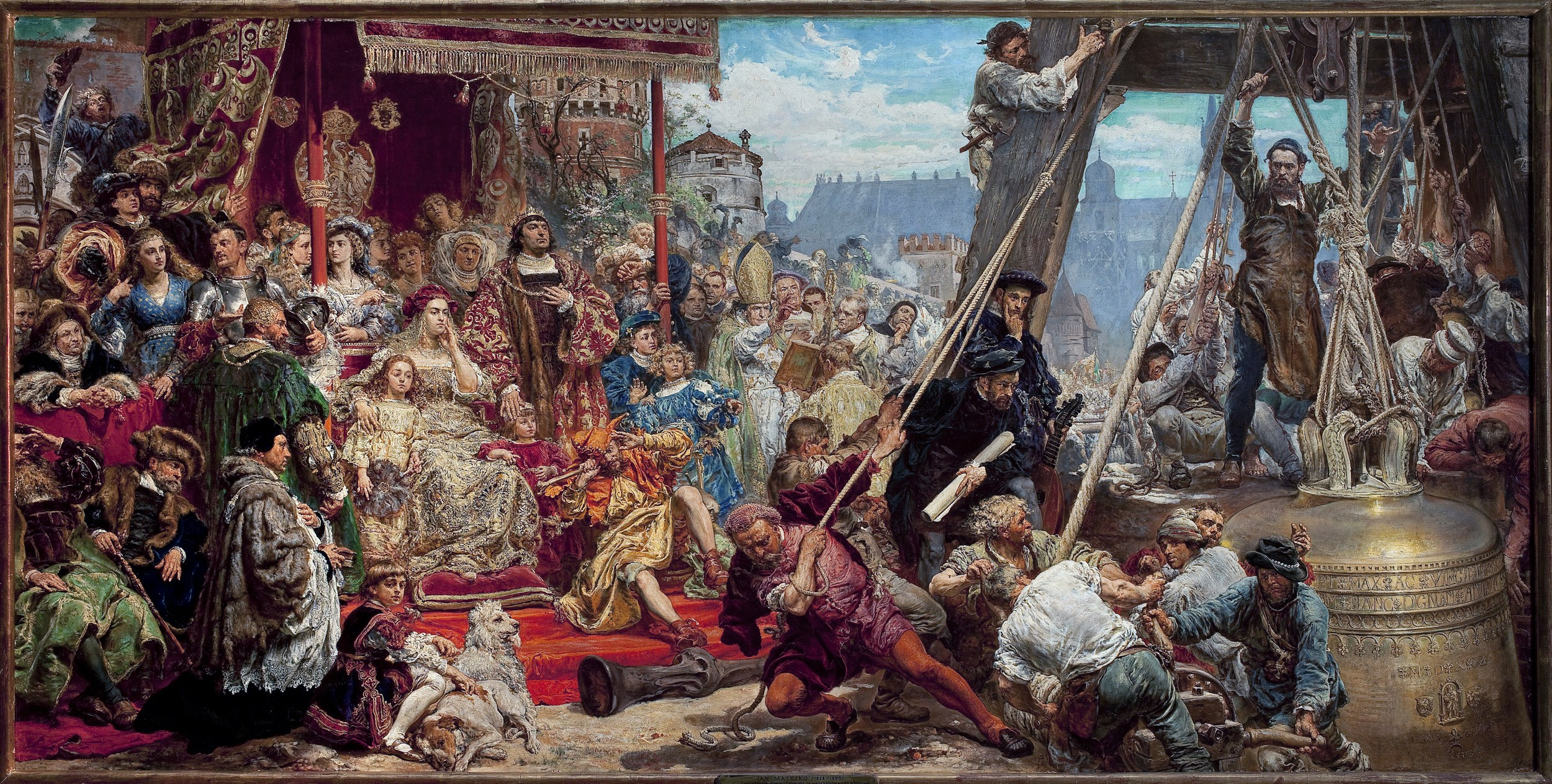
Jan Matejko: Zavěšení zvonu Zikmund (1874)